# Eisenbahnunfall von Sarılar
Bei dem Eisenbahnunfall von Sarılar entgleiste am 8. Juli 2018, gegen 17 Uhr, ein Zug auf der Bahnstrecke İstanbul Sirkeci–Swilengrad bei Sarılar im europäischen Teil der Türkei. 24 Menschen starben.

## Ausgangslage
Der Schnellzug der TCDD war mit 362 Reisenden und sechs Mitarbeitern der Bahn von Kapikule oder Uzunköprü (beide in der Provinz Edirne) nach Halkalı bei Istanbul unterwegs. Die spätere Unfallstelle passierten Züge am Vormittag des Unfalltages noch ohne Probleme. Dann allerdings setzte starker Regen ein.

## Unfallhergang
In der Nähe des Dorfes Sarılar im Landkreis Çorlu, Provinz Tekirdağ, war danach das Gleis unterspült. In der Folge entgleisten fünf oder sechs Personenwagen des Zuges. Nur die Lokomotive und der erste, ihr folgende Wagen blieben weitgehend unbeschädigt.

## Folgen
Bei dem Unfall starben mindestens 24 Menschen, 318 wurden darüber hinaus verletzt. Mehr als 100 Ambulanzfahrzeuge kamen für die Rettungsarbeiten zum Einsatz, die Armee stellte Hubschrauber und Anwohner Traktoren für die Rettungsarbeiten zur Verfügung. Die Verletzten wurden in die umliegenden Krankenhäuser gebracht. Der türkische Präsident Recep Tayyip Erdoğan hat den Angehörigen der Opfer sein Beileid bekundet.